# Brachyscome ciliaris
Brachyscome ciliaris là một loài thực vật có hoa trong họ Cúc. Loài này được (Labill.) Less. mô tả khoa học đầu tiên năm 1832.